# Władysław Lemiszko
Władysław Lemiszko ps. „Malerski” (ur. 9 czerwca 1911 we Lwowie, zm. 17 kwietnia 1988 w Tarnowie) – polski hokeista i reprezentant Polski, olimpijczyk, członek drużyny na zimowe igrzyska 1936 w Garmisch-Partenkirchen. Piłkarz i trener piłkarski.

## Życiorys
Urodził 9 czerwca 1911 we Lwowie jako syn Mikołaja i Marii. Początkowo zamieszkiwał z rodzicami przy ulicy Zielonej, potem przy ulicy Snopkowskiej. Uczył się w XI Państwowym Gimnazjum im. Jana i Andrzeja Śniadeckich we Lwowie. Reprezentując szkołę brał udział w zawodach sportowych różnych dyscyplin. Studiował filologię słowiańską na Wydziale Humanistycznym Uniwersytetu Jana Kazimierza we Lwowie. Po ukończeniu gimnazjum podjął pracę w Ubezpieczalni Społecznej we Lwowie, gdzie był przydzielony do rachuby, a potem do kontroli zakładów pracy.
Zachęcony przez ojca, w 1926 wybrał się z nim na mecz Czarnych Lwów, po czym podjął treningi w tym klubie. Od razu wykazał talent do gry, a po kilku tygodniach trafił do składu II drużyny Czarnych. W 1929 zadebiutował w I zespole klubu. Początkowo w zespole występował na pozycji lewego łącznika, a potem został przekwalifikowany na środkowego obrońcę. W sezonie 1933 wraz z Czarnymi został zdegradowany z I ligi. Zawodnikiem drużyny był do 1936. Wobec spadku do A klasy usiłował przejść do innego zespołu, występującego na najwyższym poziomie ligowym. Od 1936 do 1939 grał w Pogoni Lwów. W jej barwach występował zarówno w meczach ligowych, jak i w spotkaniach z zespołami zagranicznymi. Grał także w reprezentacji Lwowa. Rozegrał blisko 100 ligowych spotkań (cztery sezony dla Czarnych i cztery dla Pogoni). Jako piłkarz pierwotnie występował na pozycji napastnika, a potem jako lewy obrońca.
Jako hokeista grał w barwach Czarnych Lwów i był dwukrotnym medalistą mistrzostw Polski. W 1934 zdobył srebrny medal, a w 1935 złoty. W reprezentacji Polski rozegrał 15 spotkań. Uczestniczył w turnieju mistrzostw świata edycji 1935 w szwajcarskim Davos. Był członkiem kadry podczas Zimowych Igrzysk Olimpijskich w Garmisch-Partenkirchen w 1936, jako rezerwowy nie wystąpił w żadnym spotkaniu.
W okresie II Rzeczypospolitej był sportowcem wszechstronnym. Jego ulubioną dyscypliną był hokej na lodzie, którą uprawiał w porze zimowej. Celem utrzymania kondycji fizycznej przez cały rok (w tym masy ciała ok. 72 kg) w pozostałych porach roku uprawiał piłkę nożną w porze letniej, a poza tym lekkoatletykę (np. rzut dyskiem, skok o tyczce), tenis, gry sportowe, pływanie, narciarstwo, piłkę ręczną, koszykówkę.
W czasie II wojny światowej reprezentował barwy Dynama Kijów i Dynama Lwów (1939-1941). Po zakończeniu wojny w ramach repatriacji wyjechał z Kresów Wschodnich, po czym wraz z żoną zatrzymał się u jej znajomych w Tarnowie, zaś później zamierzali udać się dalej na zachód. Z ciekawości pojawiał się na stadionie miejscowej Tarnovii, gdzie został zachęcony przez profesora gimnazjalnego Zdzisława Nowaka do pokierowania reaktywacją sportu. Ostatecznie osiadł w tym mieście i został trenerem piłkarzy Tarnovii sukcesywnie podnosząc poziom zawodników i drużyny. W edycji mistrzostw okręgowych edycji 1946 kierowana przez niego zespół uznał wyższość Wisły Kraków. W kolejnym sezonie 1946/1947 wraz z drużyną wygrał Okręg Kraków, następnie zwyciężył w II etapie, po czym w grupie finałowej zajął trzecie miejsce, uzyskując z drużyną historyczny awans do I ligi. Po sezonie otrzymał propozycję objęcia której sekcji piłkarskiej, nie przyjął, przestając być szkoleniowcem drużyny.
W pierwszych latach powojennych godził pracę przy piłce nożnej z uprawianiem hokeja na lodzie. Był zawodnikiem Cracovii, z którą zdobył mistrzowsko Polski w sezonie 1945/1946. W kolejnym sezonie 1946/1947 był anonsowany jako obrońca w składzie Cracovii, która obroniła tytuł mistrzowski.
Pod koniec lat 40. trenował piłkarskie drużyny klubów: Okocimski Brzesko, w 1948 Pogoń Prudnik, Grybovia Grybów, Metal Tarnów. W listopadzie 1947 odbył kurs unifikacyjny dla trenerów. W 1950 ponownie trenował Tarnovię, w 1951 Ogniwo Rzeszów, a od 1952 do 1954 ponownie Metal Tarnów. W 1952 ukończył kurs trenera II klasy państwowej. W 1955 znów prowadził Tarnovię. W latach 1956-1957 był trenerem Pafawagu Wrocław, a od 1 września 1957 do 1958 JKS Jarosław. Od 1958 do 1960 po raz kolejny trenował Okocimskiego Brzesko. W 1960 uzyskał stopień trenera II klasy. Od 1960 do 1962 po raz kolejny szkolił Metal Tarnów. W sezonie 1964/1965 był trenerem II-ligowej Lechii Gdańsk. Od końca 1964 do 1966 był szkoleniowcem także II ligowej Stali Mielec (w II lidze edycji 1964/1965 i 1965/1966, w marcu 1966 przesunięty w klubie do pracy z młodzieżą). W sezonach 1966/1967 i 1967/1968 był trenerem Stali Sanok. W sezonie 1968/1969 prowadził Olimpię Poznań, w 1969 Karpaty Krosno. Od 1970 do 1977 po raz czwarty szkolił drużynę Tarnovii. Od 1977 pracował w klubie GKS Błękitni Tarnów, trenując zespół trampkarzy. Później został w klubie koordynatorem sekcji piłki nożnej, sprawując stanowisko do drugiej połowy lat 80., zaś od lipca 1986 był trenerem drużyny seniorów w klasie międzywojewódzkiej. W trakcie kariery trenował także Stal Kraśnik, Unię Racibórz. Był również prowadzącym zespół wojskowych przygotowując do mistrzostw LWP w piłce nożnej
Został odznaczony Krzyżem Kawalerskim Orderu Odrodzenia Polski i Medalem Polskiego Komitetu Olimpijskiego. Zajął ex aequo 5-6 miejsce w plebiscycie tygodnika „Tarnowskie Azoty” na najpopularniejszego trenera w Tarnowie w 1985.
Zmarł 17 kwietnia 1988 w Tarnowie. Został pochowany na cmentarzu komunalnym w Tarnowie-Krzyżu.